# セールス・ガールの考現学
『セールス・ガールの考現学』（セールス・ガールのこうげんがく、原題：худалдагч охин（Khudaldagch ohin））は、2021年のモンゴル映画。
ウランバートルのアダルトグッズ・ショップを舞台とした青春映画で、ひょんなことからアルバイトをすることになった地味目な女子大生が謎めいた中年女性オーナーと交流していく中で自らの生き方を見つめ直していく成長譚。
第21回ニューヨーク・アジアン・フィルム・フェスティバルでグランプリを受賞。第17回大阪アジアン映画祭では『セールス・ガール』の邦題で上映され、主演のバヤルツェツェグ・バヤルジャルガルが“最も輝きを放っている出演者”に贈られる薬師真珠賞を受賞した。

## キャスト
- サロール：バヤルツェツェグ・バヤルジャルガル
- カティア：エンフトール・オィドブジャムツ
- ：サラントヤー・ダーガンバト
- ：バサルラグチャー
- ：バヤルマー・フセルバータル
- ：ガンバヤル・ガントグトフ
- ：ツェルムーン・オドゲレル

## スタッフ
- 監督・脚本・プロデューサー：センゲドルジ・ジャンチブドルジ
- プロデューサー：クズレン・ビャンバァ
- 撮影：オトゴンダバア・ジグジツレン
- 音楽：ドゥルグーン・バヤスガラン（Magnolian）
- 美術：オトゴンジャルガル・ダナア
- 編集：ムンフバット・シルネン
- 照明：セレンジ・バツク